# Puccinia calthicola
Puccinia calthicola J. Schröt. – gatunek grzybów z rodziny rdzowatych (Pucciniaceae). Grzyb mikroskopijny pasożytujący na knieci (Caltha). Wywołuje u niej chorobę zwaną rdzą.

## Systematyka i nazewnictwo
Pozycja w klasyfikacji według Index Fungorum: Puccinia, Pucciniaceae, Pucciniales, Incertae sedis, Pucciniomycetes, Pucciniomycotina, Basidiomycota, Fungi.
Takson ten opisał Joseph Schröter w 1879 r.
Synonimy:
- Dicaeoma zopfii (G. Winter) Kuntze 1898
- Puccinia zopfii G. Winter 1880

## Charakterystyka
Puccinia calthicola jest pasożytem jednodomowym, tzn. cały jej cykl rozwojowy odbywa się na jednym żywicielu. Jest rdzą pełnocyklową, wytwarzającą wszystkie typowe dla rdzy rodzaje zarodników. Spermogonia tworzą się na obydwu stronach blaszki liściowej, ecja i uredinia tylko na dolnej stronie blaszki. Uredinia mają postać żółtobrązowych grudek. Powstające w nich urediniospory są jednokomórkowe, kolczaste z 2–3 równikowymi porami rostkowymi. Ciemnobrązowe telia tworzą się na dolnej stronie blaszki, są nagie i mają postać pylących grudek. Powstające w nich teliospory są szeroko eliptyczne, dwukomórkowe, drobno brodawkowate, na krótkim trzonku.
Występuje w Europie, Ameryce Północnej i Japonii. Jest to monofag występujący tylko na roślinach z rodzaju knieć (Caltha). W Polsce stwierdzono jego występowanie na knieci błotnej (Caltha palustris) i jej podgatunku – knieci błotnej górskiej (Caltha palustris subsp. laeta).